# Lee Priest
Lee Andrew Priest McCutcheon (nacido el 6 de julio de 1972 en Newcastle (Australia)) es un excompetidor profesional de la IFBB y actual competidor profesional de la NABBA.

## Infancia y adolescencia
Su madre fue culturista; tenía una enfermedad que le hacía desarrollar hormonas masculinas, en su familia la mayoría eran deportistas. Priest empezó a levantar pesas a los 12 años con su abuelo, a los 13 años empezaba a participar en competiciones en las cuales ganó varias lo cual lo convertía en uno de los mejores culturistas adolescentes. A los 17 y 19 años gana el Mr. Australia y queda 4.º en el campeonato del mundo.

## Historial Competitivo
- 1989 IFBB Australian Championships (1st)
- 1990 IFBB Australian Championships (1st)
- 1990 IFBB World Amateur Championships, Lightweight (4th)
- 1993 IFBB Niagara Falls Pro Invitational (9th)
- 1994 IFBB Arnold Schwarzenegger Classic (7th)
- 1994 IFBB Ironman Pro Invitational (4th)
- 1994 IFBB Night of Champions (12th)
- 1994 IFBB San Jose Pro Invitational (7th)
- 1995 IFBB Arnold Schwarzenegger Classic (9th)
- 1995 IFBB Florida Pro Invitational (4th)
- 1995 IFBB Ironman Pro Invitational (3rd)
- 1995 IFBB South Beach Pro Invitational (4th)
- 1996 IFBB Ironman Pro Invitational (4th)
- 1996 IFBB San Jose Pro Invitational (6th)
- 1997 IFBB Arnold Schwarzenegger Classic (7th)
- 1997 IFBB Grand Prix Czech Republic (5th)
- 1997 IFBB Grand Prix England (6th)
- 1997 IFBB Grand Prix Finland (9th)
- 1997 IFBB Grand Prix Germany (3rd)
- 1997 IFBB Grand Prix Hungary (3rd)
- 1997 IFBB Grand Prix Russia (9th)
- 1997 IFBB Grand Prix Spain (3rd)
- 1997 IFBB Ironman Pro Invitational (2nd)
- 1997 IFBB Mr. Olympia (6th)
- 1998 IFBB Mr. Olympia (7th)
- 1999 IFBB Iron Man Pro Invitational (6th)
- 1999 IFBB Mr. Olympia (8th)
- 2000 IFBB Night of Champions (5th)
- 2000 IFBB Mr. Olympia (6th)
- 2001 IFBB Ironman Pro Invitational (7th)
- 2002 IFBB Ironman Pro Invitational (2nd)
- 2002 IFBB Arnold Schwarzenegger Classic (4th)
- 2002 IFBB San Francisco Pro Invtational (1st)
- 2002 IFBB Mr. Olympia (6th)
- 2003 IFBB Mr. Olympia (15th)
- 2004 IFBB Ironman Pro (2nd)
- 2004 IFBB San Francisco Pro Invitational (2nd)
- 2005 IFBB Grand Prix Australia (1st)
- 2005 IFBB Arnold Classic (4th)
- 2005 IFBB Iron Man Pro Invitational (2nd)
- 2005 IFBB BBC Classic
- 2006 IFBB Ironman Pro (1st)
- 2006 IFBB Arnold Classic (6th)
- 2006 IFBB Grand Prix Australia (2nd)
- 2006 NOC New York
- 2006 PDI Night of Champions (1st)
- 2013 NABBA Mr. Universe (1st)

## Automovilismo
Lee Priest también era un gran conductor de coches lo cual llegó a competir en el 2002 en carreras profesionales, en carreras de carretera y en pista circular llegando a ganar numerosos títulos, y el premio a novato del año en el 2005.    

## Vídeos de entrenamiento
- The Blonde Myth (1998).
- Another Blonde Myth (2001) - El rodaje transcurre durante el Night of champions del año 2000. "Home video footage" nos ofrece un punto de vista diferente de Lee Priest. Incluye su boda con Cathy, sesión de fotos con Chris Lund. Lee muestra todos sus entrenamientos con comentarios añadidos.
- Training Camp and Career Highlights - Muestra el increíble físico de Lee Priest y su carrera competitiva, el Superman australiano.
- It's Not Revenge (2006) - Serie titanes parte 7, se puede ver a Lee Priest, en una increíble forma física, entrenando unos días antes de competir. También se incluye en este DVD: Entre bastidores,  el Prejudging, espectáculo de la noche y posedown en el Ironman 2006.
- Reality DVD series (2006–2008).